# Giovanni Nicolò Miretto
Giovanni Nicolò Miretto (fl. XV secolo) è stato un pittore italiano attivo a Padova tra il 1423 e il 1440.

## Biografia
Poco si sa della sua biografia. Affrescò l'interno del Palazzo della Ragione a Padova. L'edificio era stato originariamente affrescato, nel 1306-1309, da Giotto e seguaci, ma queste opere andarono perse durante un incendio scoppiato il 2 febbraio 1420.
L'edificio fu ricostruito e affrescato da Giovanni Nicolò Miretto e dai suoi assistenti. Vennero completate più di 244 scene raffiguranti le professioni dei tempi e le influenze astrologiche. Intorno al 1430, Stefano da Ferrara si unì al gruppo, dipingendo altre 74 scene entro il 1440.